# Rue d’Auteuil
Koordinaten: 48° 51′ N, 2° 16′ O
Die 732 Meter lange und 20 Meter breite Rue d’Auteuil, damals noch Grande rue d’Auteuil, war die wichtigste Straße im alten Dorf Auteuil, das seit seiner Eingemeindung zu Paris eines von vier Quartiers des 16. Arrondissements bildet.

## Lage
Die Straße beginnt beim Haus Nummer 1, Boulevards Murat und führt als Einbahnstraße zur Avenue Théophile Gautier, wo sie dann am Vorplatz der das Viertel beherrschenden Notre-Dame d’Auteuil endet.
Unterhalb der Straße liegen drei Metrostationen der Linie 10: Église d’Auteuil und Porte d’Auteuil sowie die dazwischen liegende Michel-Ange – Auteuil, die außerdem von der Linie 9 bedient wird.
Der von Guimard gestaltete Eingang zur Métrostation Église d’Auteuil gehört zu den Kulturdenkmälern des 16. Arrondissements.
In der Straße gibt es zwei Vélib’stationen: jeweils am Anfang und Ende der Straße; eine weitere findet man am Beginn der Rue Jean de La Fontaine.

## Namensursprung
Die Straße war die Hauptstraße im ehemals selbständigen Ort Auteuil.

## Geschichte
Auteuil war bis 1860 eine selbständige Gemeinde, die um 600 als Weiler im Wald von Rouvray (Der Bois de Boulogne ist davon noch übriggeblieben.) gegründet wurde.
Sie ist heute das Herz des Quartier d’Auteuil.

## Sehenswürdigkeiten
- Nr. 2: Eine Gedenktafel informiert darüber, dass an dieser Stelle um 1677 der französische Dramatiker Molière lebte.
- nr. 4: Chapelle Sainte-Bernadette
- Nr. 11: Eingang zum Lycée Jean-Baptiste-Say, das als Kulturdenkmal gilt.
- Nr. 12: Eine Gedenktafel erinnert daran, dass hier der bretonische Bildhauer Pierre Lenoir (1879–1953) lebte.
- Nr. 16: Hôtel Véron
- Nr. 40: Auberge du Mouton Blanc (deutsch Gasthaus zum Weißen Schaf), die unter anderem Molière, Jean Racine und Jean de La Fontaine beherbergte.[2]
- Nr. 43 bis 47: Hier stand im 18. Jahrhundert das Hôtel Antier, auch bekannt unter der Bezeichnung Hôtel des Demoiselles de Verrières, das in den 1710er Jahren im Auftrag der Opernsängerin Mademoiselle Antier (1687–1747) erbaut wurde. In den Jahren 1784/85 wurde das Haus von der Familie Adams bewohnt und beherbergte somit zwei zukünftige US-Präsidenten: John Adams (von 1797 bis 1801 zweiter US-Präsident), der zu jener Zeit amerikanischer Botschafter in Frankreich war, und sein Sohn John Quincy Adams (von 1825 bis 1829 sechster Präsident der USA).[3]
- Nr. 59:  Das Anwesen wurde 1854 von Pierre Napoleon Bonaparte erworben. Später wurde das Haus von seinen politischen Gegnern in Brand gesetzt. Heute befindet sich an seiner Stelle ein Wohnblock.[4]
- Nr. 73: Botschaft Kameruns in Frankreich
- Nr. 75: 1869 schuf Charles Tellier in Auteuil eine Industrieanlage zur Konservierung von Fleisch und Lebensmitteln durch künstliche Kälte. Eine Gedenktafel würdigt ihn.
- Nr. 78: Gare d'Auteuil-Boulogne der ehemaligen Linie Petite Ceinture

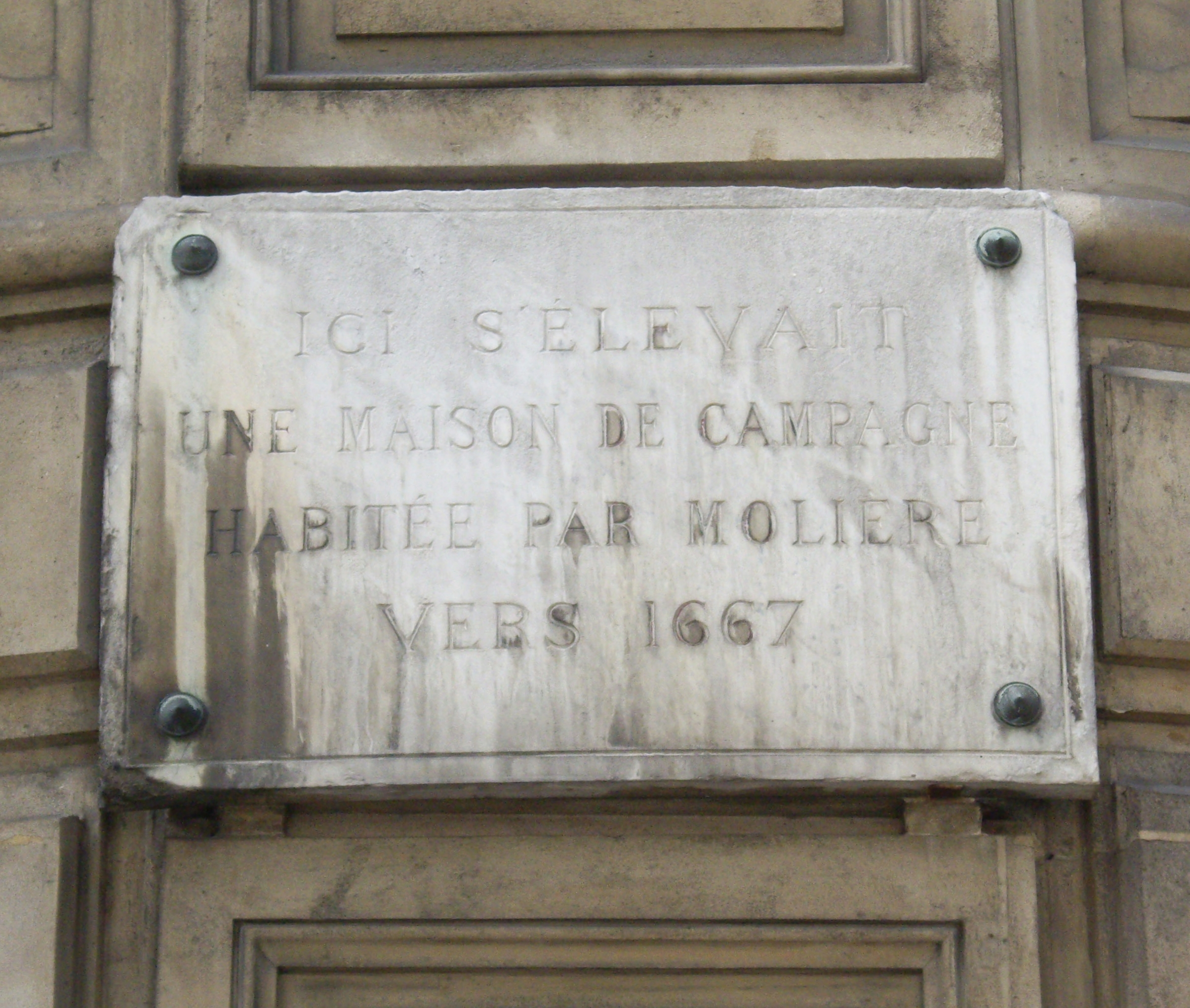
Gedenktafel am Haus Nr. 2
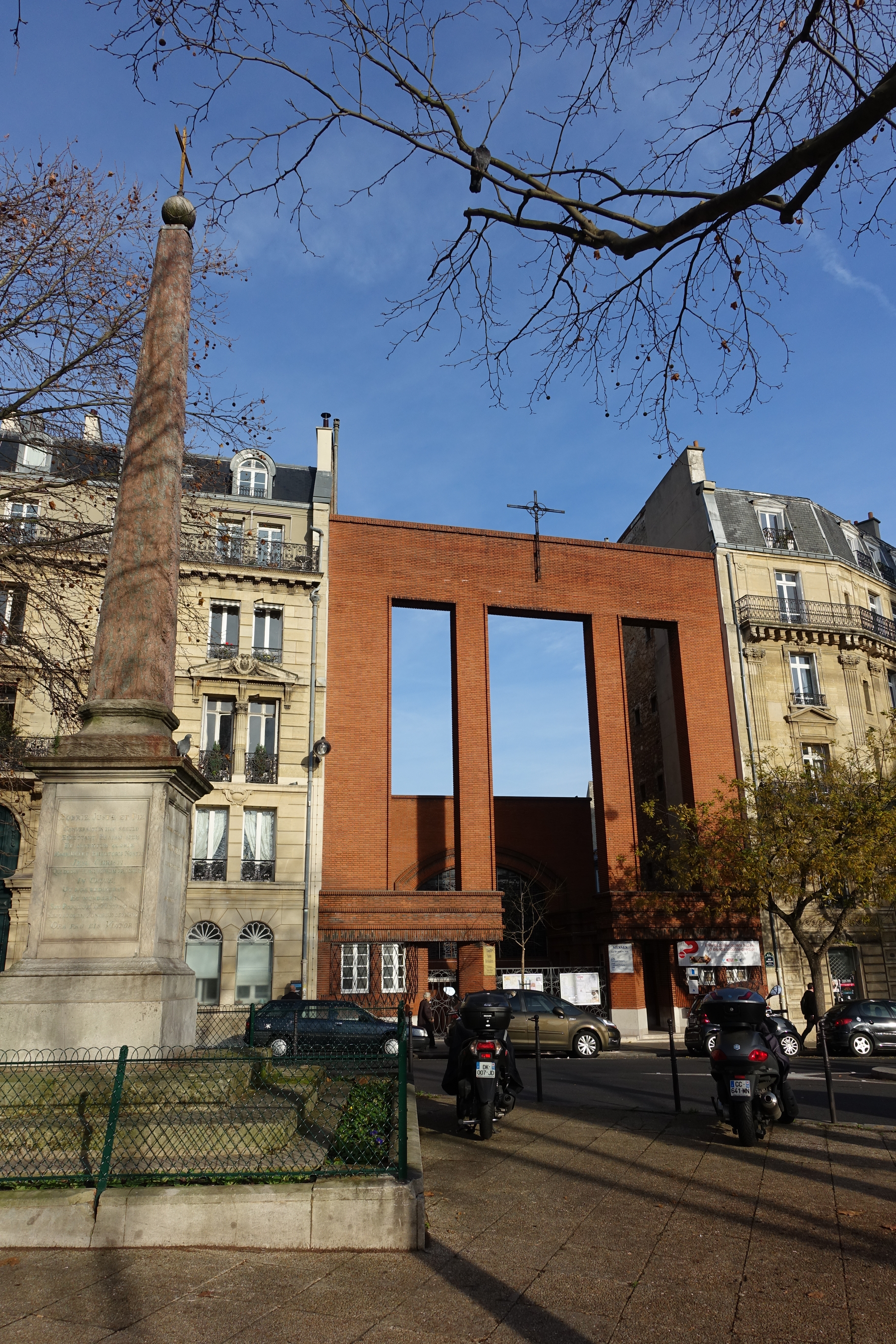
Chapelle Sainte-Bernadette
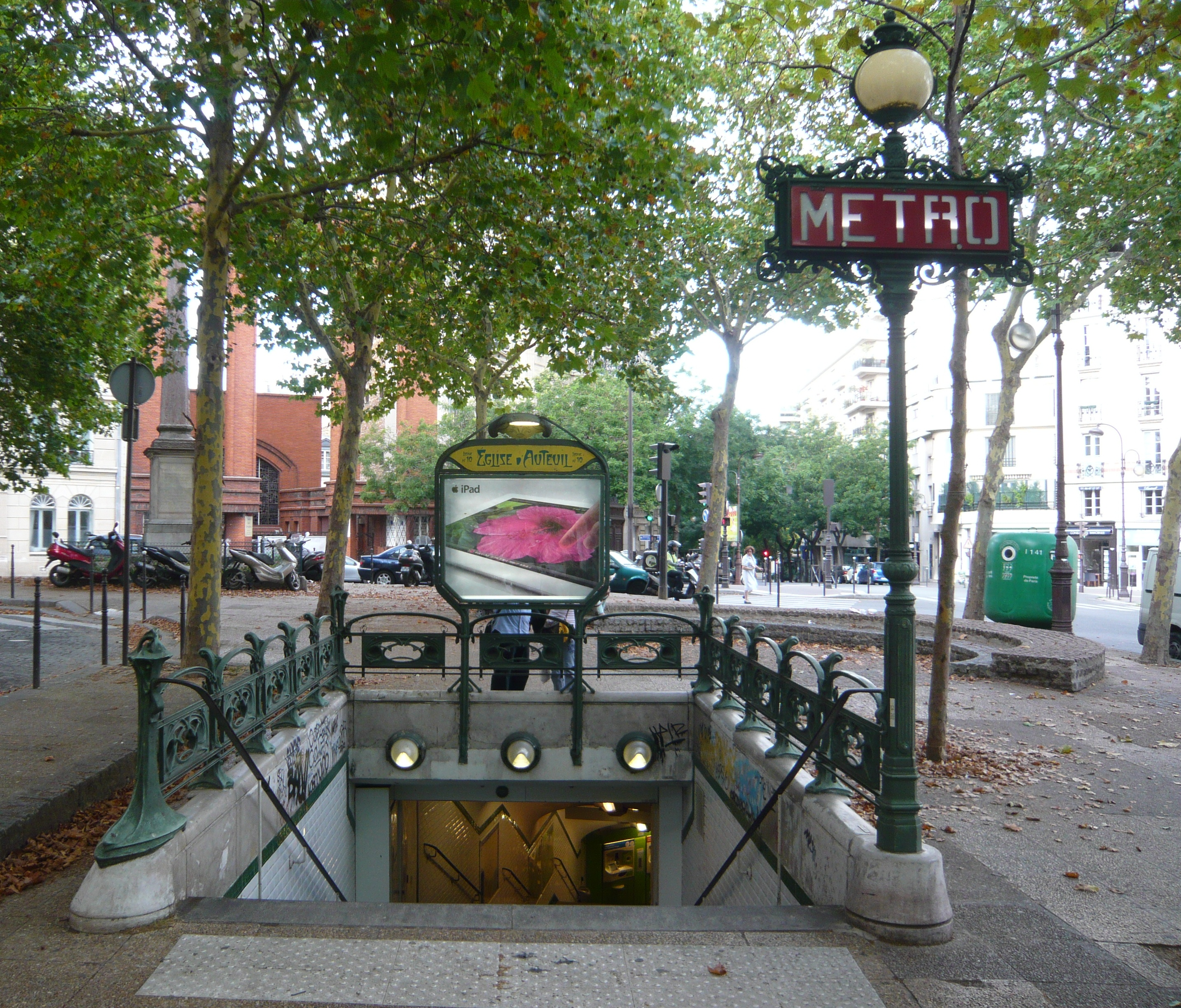
Der von Hector Guimard gestaltete Eingang zur Métrostation Église d’Auteuil
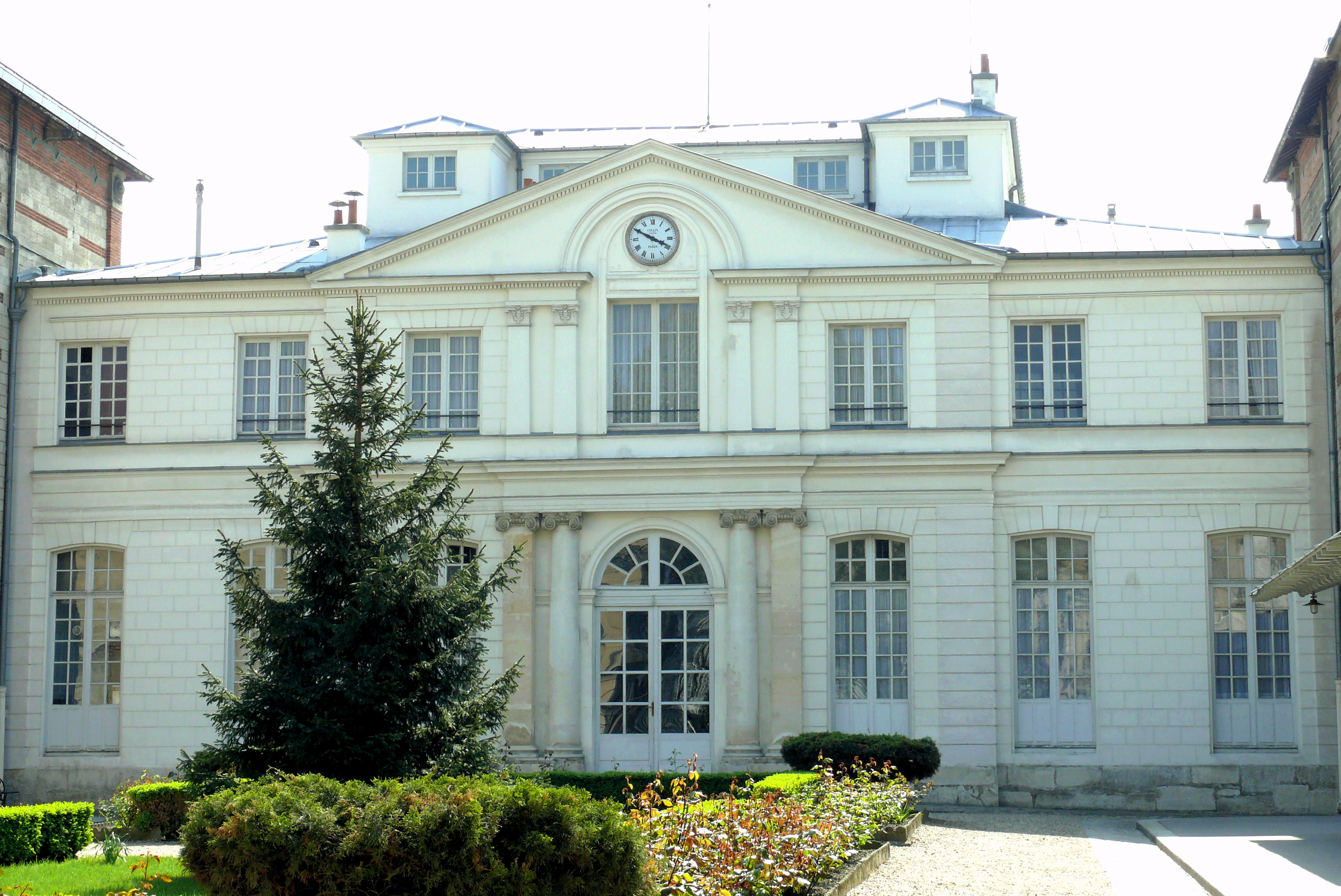
Lycée Jean-Baptiste-Say
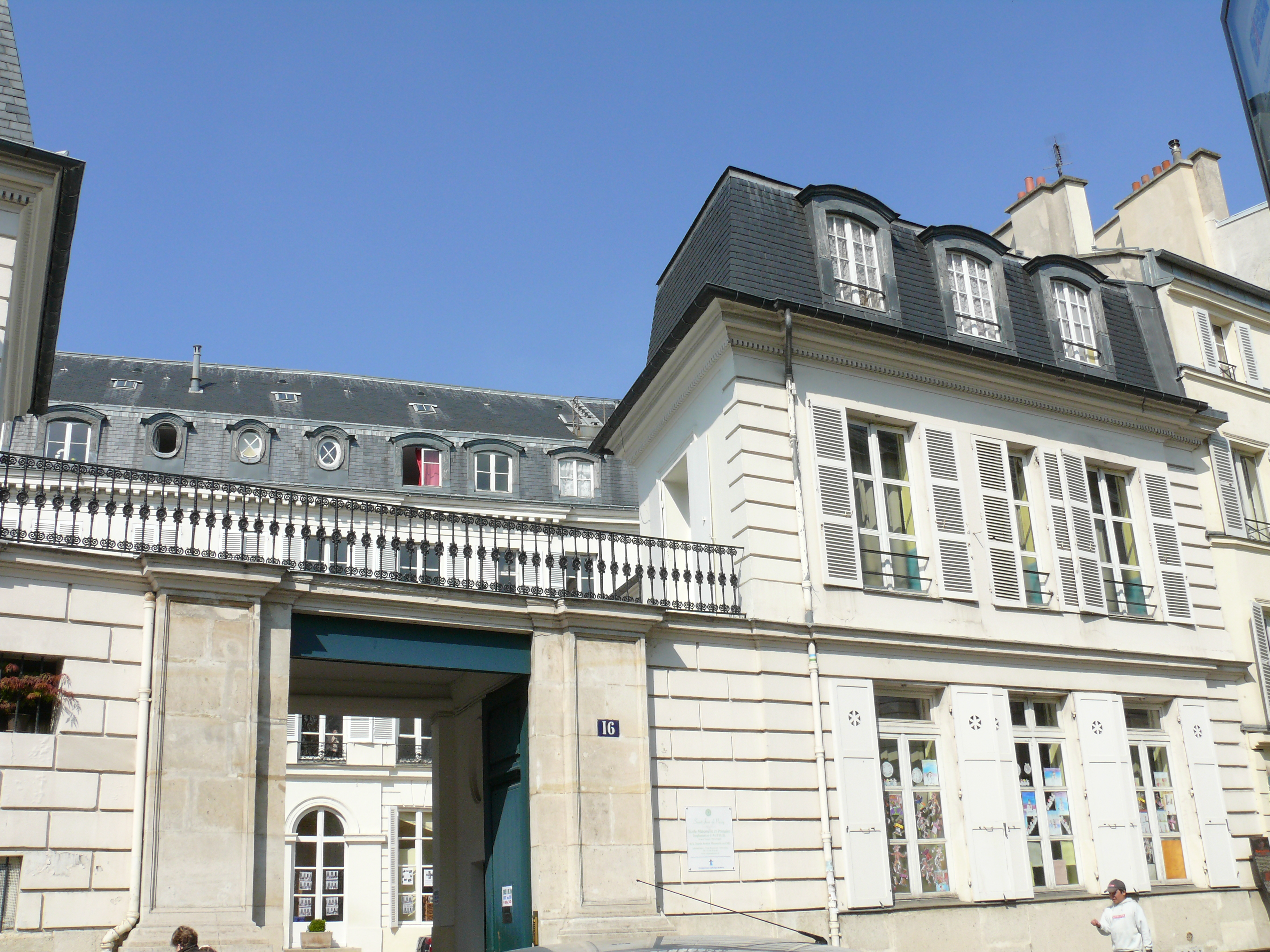
Hôtel Véron
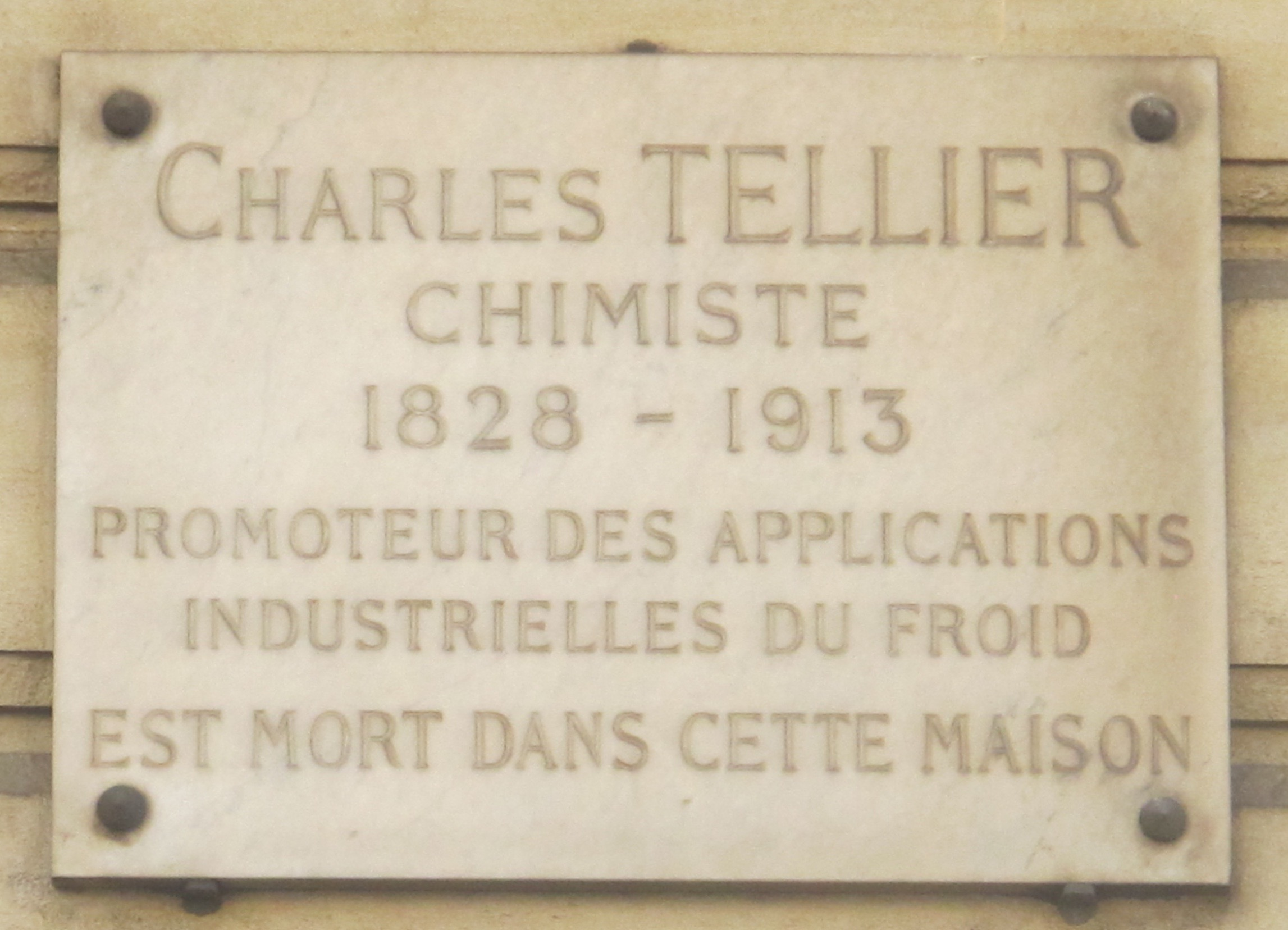
Gedenktafel an Nr. 75